# Li Auto
La Li Auto Inc., chiamata anche   Li Xiang  è una casa automobilistica cinese attiva dal 2015 con sede a Pechino, specializzata nella progettazione e sviluppo di veicoli elettrici.

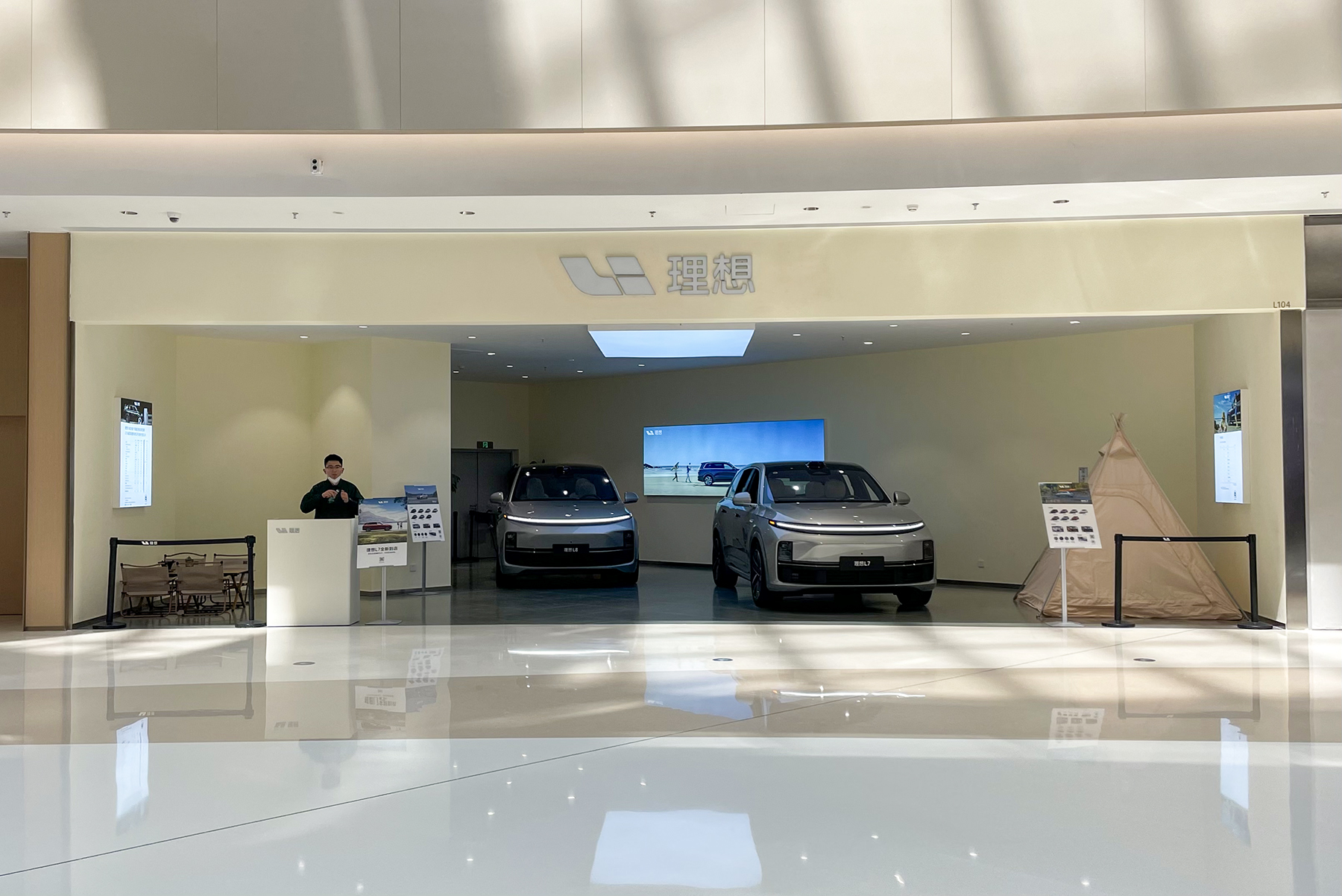
Showroom di Li Auto a Zhengzhou, Cina

La società ha la sede centrale e gli uffici del centro ricerca e sviluppo a Pechino, mentre gli uffici tecnici d'ingegnerizzazione di progettazione e lo stabilimento per la produzione dei veicoli sono a Changzhou; inoltre è quotata sia al Nasdaq che alla Borsa di Hong Kong.
Fondata nel 2015 da Li Xiang, l'azienda costruisce veicoli elettrici che utilizzano un motore endotermico come generatore di corrente per ricaricare le batterie quando si scaricano, prolungando così l'autonomia delle vetture. Nel 2020 la società ha debuttato sul Nasdaq, raccogliendo circa un miliardo di dollari.

## Storia
Nel 2015, Li Xiang, fondatore del sito cinese PCPop e del sito automobilistico Autohome.com.cn, creò una società chiamata Beijing Chehejia Information Technology (Chehejia si traduce in "Auto e Casa"). Iniziò le sue operazioni sviluppando e producendo veicoli elettrici (EV) a bassa velocità destinati a servizi di car sharing e ride-hailing. Nel 2018, Chehejia raggiunse un accordo per una joint venture con Didi, la principale azienda di ride-hailing in Cina, ma il progetto si interruppe poco dopo. Nella prima metà del 2018, Chehejia abbandonò il progetto di veicoli elettrici a bassa velocità a causa della mancanza di supporto del governo centrale cinese per la legalizzazione della categoria EV.
Nel 2019, la holding Chehejia Technologies, con sede nelle Isole Cayman, cambiò nome in Leading Ideal Inc. L'anno successivo, abbreviò il nome in Li Auto, e la società fu rinominata Li Auto Inc. In cinese, il marchio è comunemente noto come Lixiang ((ZH) ).
Li Auto svelò il suo primo modello chiamato Li One nell'aprile 2019, con la produzione che iniziò a novembre dello stesso anno. Si tratta di un SUV ibrido a autonomia estesa alimentato da una combinazione di un motore turbo tre cilindri da 1,2 litri e una batteria litio-ioni da 40 kWh. La produzione avveniva nello stabilimento di Changzhou, e le consegne del veicolo iniziarono nei primi mesi del 2020.
Nel luglio 2020, Li Auto debuttò sulla borsa Nasdaq con il codice "LI", raccogliendo 1,1 miliardi di USD nella sua prima tornata di finanziamenti. Tra gli investitori della società figurano Meituan e Source Code Capital. Nonostante le forti vendite e la notevole popolarità nel mercato cinese, la società incontrò difficoltà nell'ottenere investimenti sufficienti durante il suo primo anno in borsa, chiudendo solo al 70% del valore previsto per il round iniziale di finanziamento.
Nell'ottobre 2021, Li Auto avviò la costruzione del suo secondo stabilimento nel Distretto di Shunyi a Pechino. Questo sito apparteneva in precedenza a Beijing Hyundai ma fu venduto a Li Auto a causa di un calo prolungato delle vendite di Beijing Hyundai.
Nel 2022, Li Auto intraprese un completo rinnovamento della gamma, introducendo un nuovo design e ampliando la gamma dei modelli, che passò dall'originale SUV Li One a tre nuovi modelli. Il modello di punta Li L9 debuttò a marzo, seguito dal L8, una variante accorciata, e dal L7, una versione più piccola senza terza fila di sedili, presentata a settembre. Nello stesso mese, Li Auto decise di cessare la produzione della Li One a ottobre 2022, suscitando una reazione negativa da parte degli acquirenti recenti del SUV.
Nel novembre 2023, Li Auto presentò il suo quarto modello, Li Mega, una monovolume MPV di punta di grandi dimensioni. Si tratta del primo veicolo elettrico a batteria prodotto dall'azienda.

## Modelli

### In produzione
- Li Auto L9 (2022-)
- Li Auto L8 (2022-)
- Li Auto L7 (2023-)
- Li Auto L6 (2023-)
- Li Auto Mega (2024-)

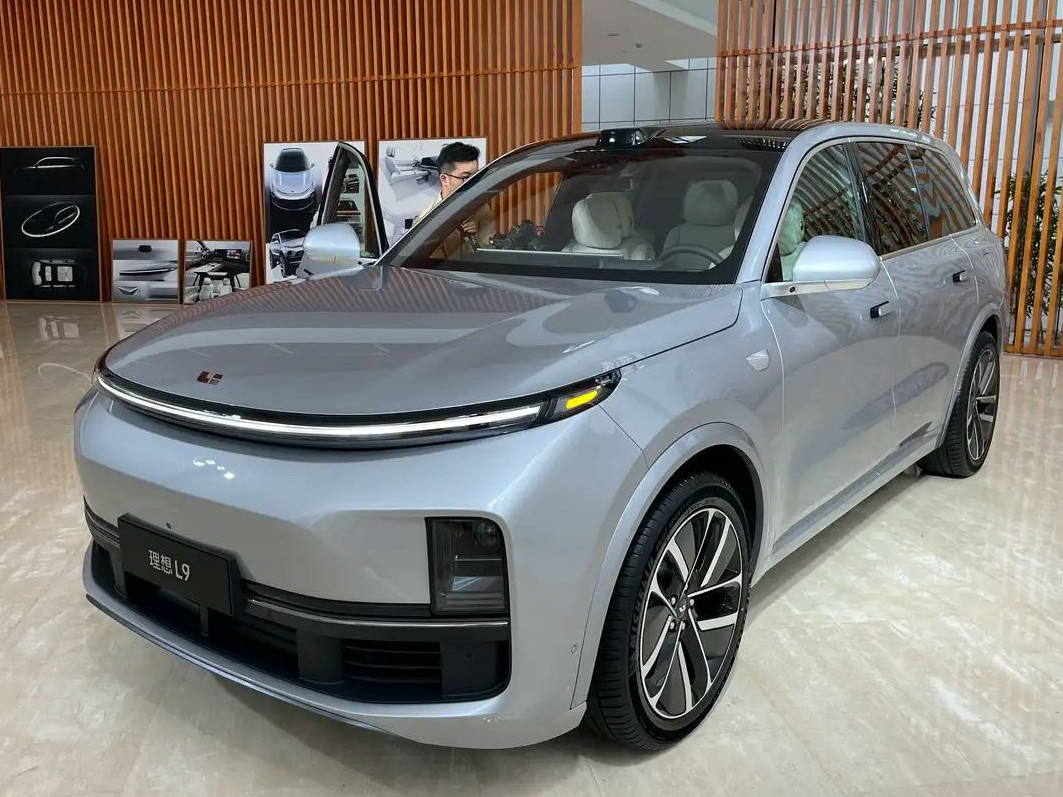
Li Auto L9
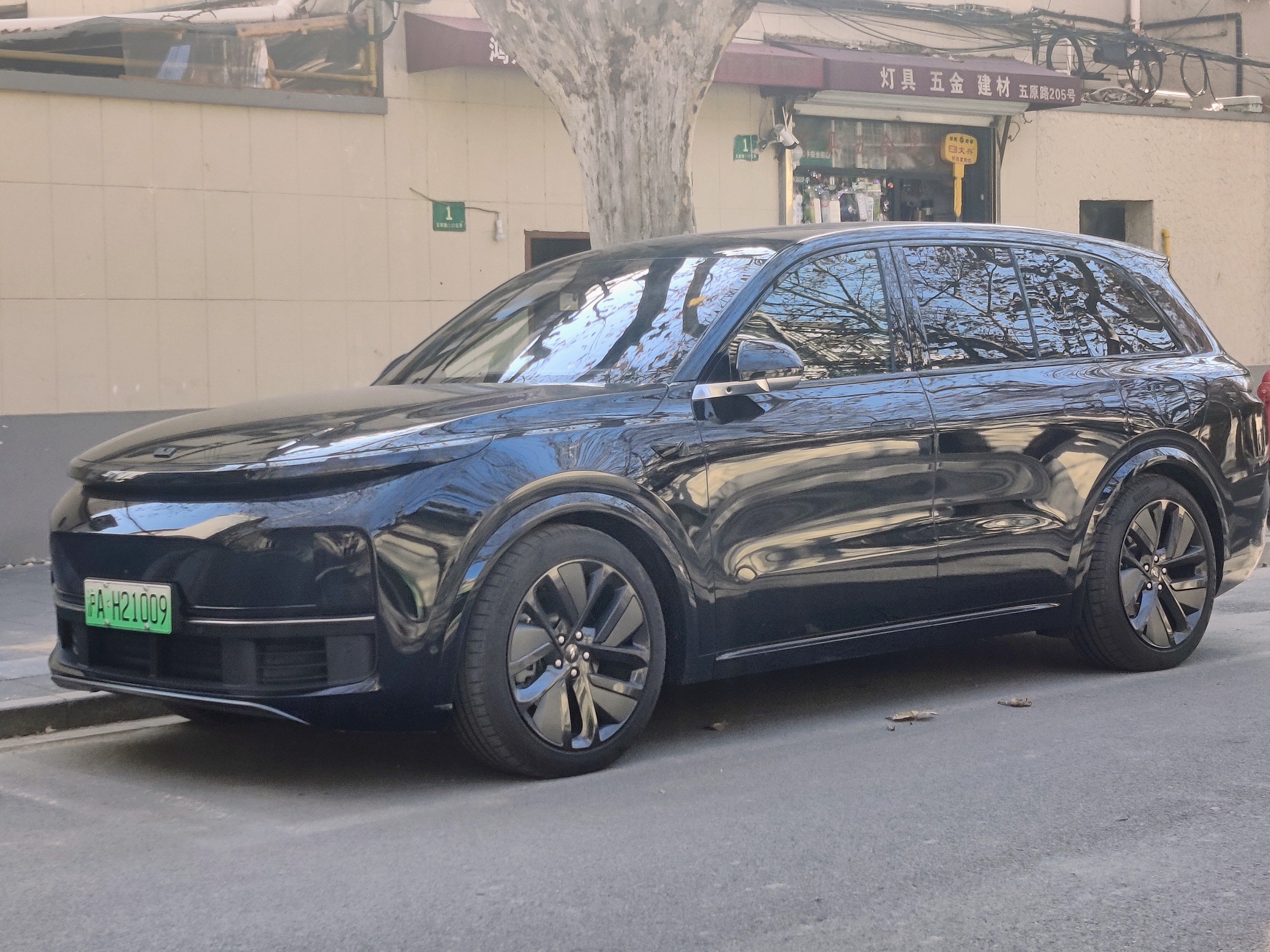
Li Auto L8
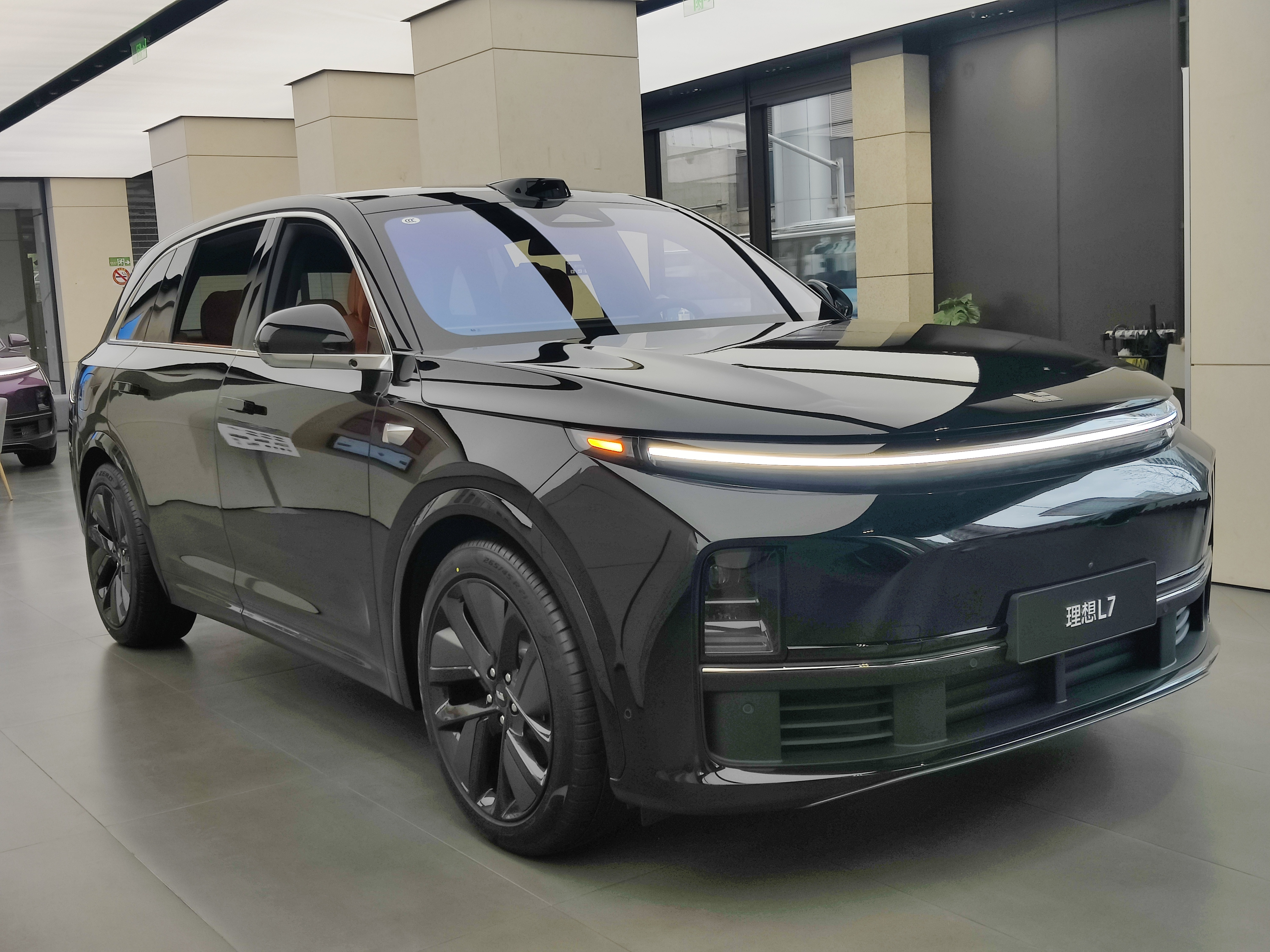
Li Auto L7
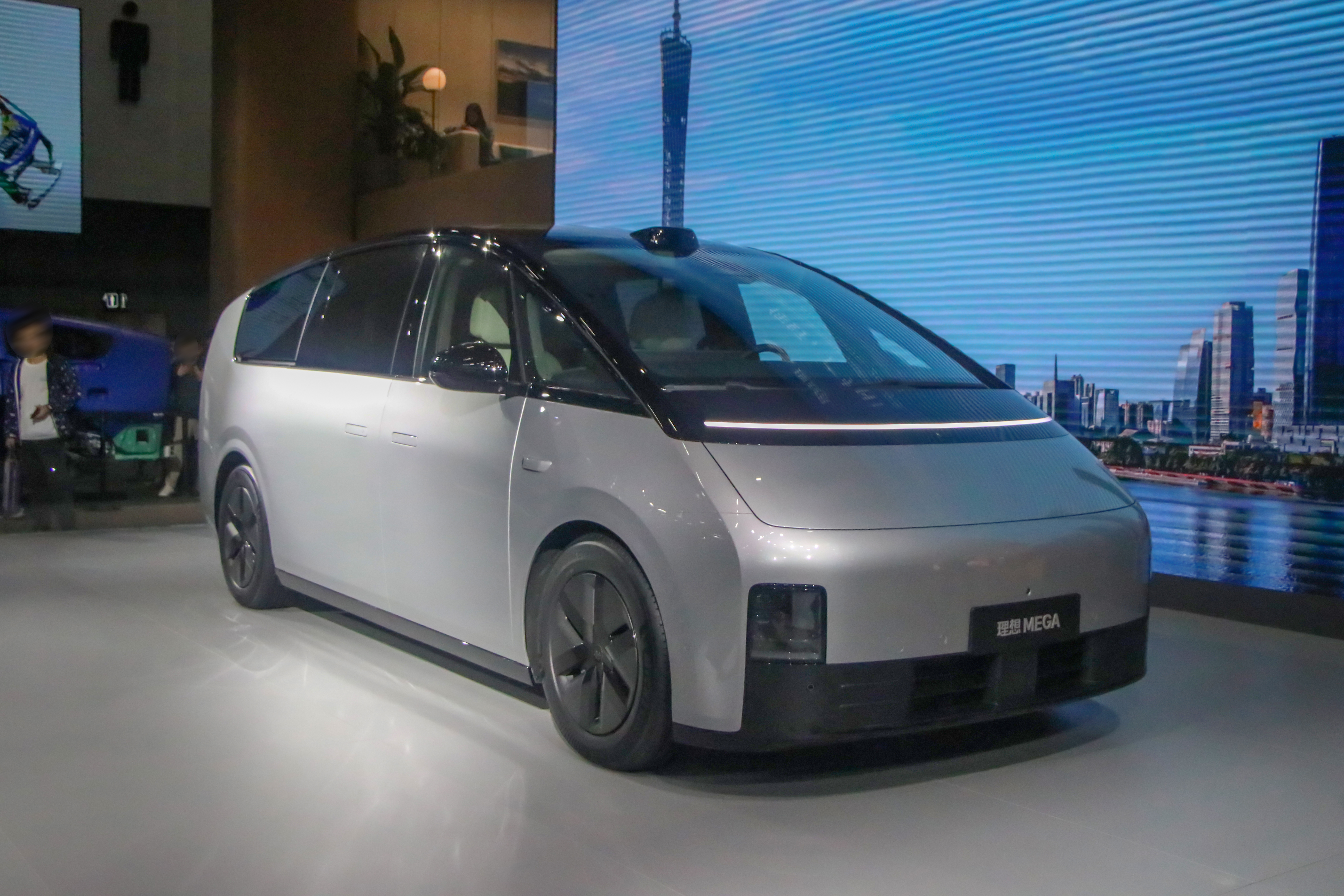
Li Auto Mega

### Fuori produzione
- Li Auto One (2019-2022)

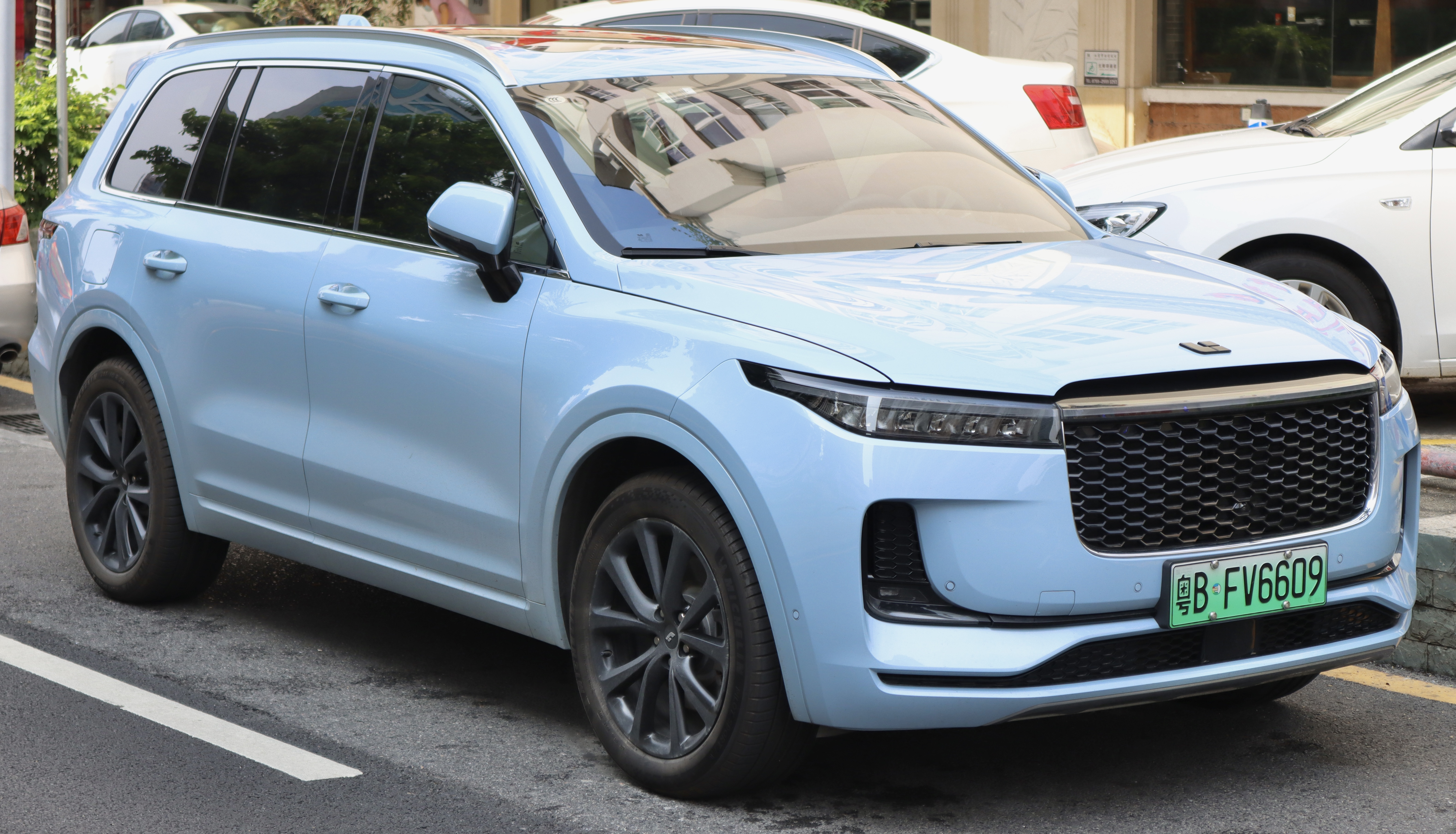
Li Auto One

## Vendite
Tra il 2020 e il 2023, nella Repubblica Popolare Cinese sono stati venduti in totale 632.391 auto nuove di Li Auto. Nel 2022 sono state vendute 133.246 unità. Nel 2023, Li Auto ha consegnato 376.030 nuovi veicoli. A Ottobre 2024 Li Auto raggiunge il traguardo di 1 Milione di veicoli totali consegnati, dopo soli 58 mesi dalla nascita dell'azienda.
| Anno | Vendite |
| ---- | ------- |
| 2019 | 1.000   |
| 2020 | 33.457  |
| 2021 | 90.491  |
| 2022 | 133.246 |
| 2023 | 376.030 |